# Heracles de Mathura
El Heracles de Mathura es una famosa estatua encontrada en la ciudad de Mathura, India, que se cree representa al héroe griego Heracles luchando contra el león de Nemea.

## Historia
La estatua fue descubierta a finales del siglo XIX por Alexander Cunningham en Mathura. Representa a un varón desfigurado estrangulando a un león. Se ha interpretado como una escultura creada por un artista extranjero que muestra a Heracles estrangulando al león de Nemea.  Sin embargo, el hombre lleva la piel de un león, cuyas patas están atadas a su cuello, lo que se ha interpretado como una prueba de que el artista extranjero carecía de pleno conocimiento de la mitología griega, ya que se le muestra vistiendo la piel del león con el que está luchando.
Generalmente se considera que el hombre que lucha contra el león en la escena es Heracles, pero algunos autores han sugerido que un escultor indio, influido por el arte occidental, podría haber querido representar a Krishna, por ejemplo. También puede estar relacionado con el culto a Vasudeva, que se cree que se correspondía con la leyenda de Heracles.
La estatua se encuentra actualmente en el Museo de la India en Calcuta.

## Significado
La estatua es similar a las estatuas del Apolo Licio.  Al descubrirla, Cunningham escribió que la estatua debía de ser de Heracles y el león de Nemea, que hay muchas probabilidades de que fuera esculpida por algún artista extranjero para uso del residente griego de Mathura. Suele considerarse un ejemplo de la influencia del arte griego en el arte indio antiguo. Según James Harle, no hay «ninguna escultura gandhariana cuyo origen pueda rastrearse tan directamente» hasta Grecia como el Heracles de Mathura.